# John Pope (homme politique américain)
Pour les articles homonymes, voir John Pope (homonymie).
John Pope (février 1770 - 12 juillet 1845) est un sénateur des États-Unis, membre de la Chambre des représentants des États-Unis, secrétaire d'État du Kentucky, et le troisième gouverneur du Territoire de l'Arkansas.

## Biographie

### Jeunesse et famille
John Pope est né dans le Comté de Prince William, en Virginie, en 1770. C'est le fils ainé du colonel William Pope et de Pénélope Edwards. La famille Pope déménage près de Louisville (Kentucky) en 1779 au plus fort de la Révolution américaine. Il perd son bras dans sa jeunesse lors d'un accident de ferme, ce qui lui a d’ailleurs parfois valu le surnom de "One-Arm Pope". Il est diplômé du Collège de William et Mary, où il étudie le droit. Il déménage à Springfield, Kentucky où il est admis au barreau. Il pratique le droit dans les comtés de Washington, Shelby, et de Fayette.
Pope se marie une première fois avec Ann Henry mais cette dernière décède en 1806 sans lui donner de descendance. Il épouse alors la belle-sœur du Président John Quincy Adams, Eliza. Pope est aussi le frère de Nathaniel Pope (en), une figure importante de l’histoire du Territoire de l'Illinois, et l'oncle de John Pope, un général de l’Union lors de la guerre civile et de Daniel Pope Cook (en), un autre politicien de premier plan des débuts de l'État de l'Illinois.

### Carrière politique
John Pope est élu à la Chambre des représentants du Kentucky en 1802, il sert de nouveau à la Chambre de 1806 à 1807. Pope est élu au Sénat américain sous l’étiquette du Parti républicain-démocrate. Il occupe ce poste de 1807 à 1813, et sert comme président pro tempore du Sénat au cours du onzième Congrès. Pope est un homme de conviction qui ne transige pas facilement malgré les risques politiques. Son opposition à l'entrée en guerre des États-Unis dans la Guerre anglo-américaine de 1812 et à Henry Clay leader des partisans de la guerre lui coûte son poste de sénateur en 1813. Il est choisi comme secrétaire d'État du Kentucky de 1816 à 1819, sous le gouverneur Gabriel Slaughter. Il sert en tant que membre du Sénat du Kentucky entre 1825 et 1829.
Il rebondit en appuyant dès 1819 Andrew Jackson qui le lui rend bien après sa victoire en le nommant en 1829 gouverneur du territoire de l'Arkansas. Il met alors en place un programme afin de promouvoir l'immigration, le développement économique et pour éradiquer la violence inhérente sur La Frontière. Durant son mandat, Robert Crittenden (en) s’oppose farouchement à la politique de Pope notamment sur l’édification du capitole. Il fait bâtir l'Old State House (Little Rock) (en), qui reste le plus ancien capitole à l'ouest du fleuve Mississippi. La politique de Pope contribue à faire de l’Arkansas un État indépendant. Pope commence alors a critiquer la politique bancaire et tarifaire jacksonienne ce qui lui coûte en 1835 le renouvellement de sa nomination comme gouverneur remplacé par William S. Fulton.
Après la fin de son mandat de gouverneur de l’Arkansas, John Pope retourne au Kentucky. Il est élu trois fois entre 1837 et 1843 sous l'étiquette du Parti whig à la Chambre des représentants des États-Unis pour le 7e district du Kentucky.
John Pope meurt à Springfield dans le Kentucky le 12 juillet 1845 et il est enterré dans le cimetière de cette même ville. Le comté de Pope dans l'Arkansas est nommé en son honneur.